# Leszek Rostwo-Suski
Leszek Rostwo-Suski ps. Raja (ur. 15 kwietnia 1930 we Włostowie, zm. 19 kwietnia 2007 w Krakowie) – polski chemik, profesor doktor habilitowany nauk chemicznych. Specjalizował się w dziedzinie termodynamiki i elektrochemii soli stopionych, oraz wysokotemperaturowych ogniw paliwowych. Autor wielu prac naukowych. Jako szermierz reprezentował Polskę między innymi na igrzyskach olimpijskich w Helsinkach (1952) oraz na mistrzostwach świata w Brukseli (1953).

## Życiorys
Urodził się w rodzinie Kazimierza, pułkownika Wojska Polskiego, i Heleny z Dąbrowskich. W czasie II wojny światowej od 1943 r. harcerz Szarych Szeregów, uczestnik powstania warszawskiego.
Absolwent z 1952 r. Wydziału Matematyczno-Przyrodniczego UJ. W 1953 r. zdobył brązowy medal na Mistrzostwach Świata w Brukseli. W latach 1956–2007 pracownik Instytutu Chemii Fizycznej PAN. Doktoryzował się pod kierunkiem prof. Michała Śmiałowskiego na podstawie rozprawy Badania mechanizmu elektrolitycznego wydzielania sodu ze stopionych kapieli NaCl-CaCl2 uzyskując stopień doktora nauk technicznych, nadany przez Wydział Metalurgiczny AGH dnia 30 stycznia 1958. Habilitował się 13 czerwca 1966 w Instytucie Chemii Fizycznej PAN Warszawie na podstawie pracy O katodowej redukcji stopionego chlorku sodu w niestacjonarnych warunkach galwano-statycznych, od 1974 r., jako profesor. W 1967 r. stworzył w Krakowie w ramach Instytutu, Samodzielną Pracownię Soli Stopionych, której był kierownikiem. W 2004 r. pracownię przekształcono w Zakład Elektrochemicznego Utleniania Paliw Gazowych. W 1993 r. został wyróżniony medalem Kalos Kagathos przyznawanym osobom, które po osiągnięciu wybitnych sukcesów sportowych dokonały wiele w pracy zawodowej. Ojciec Piotra (1962-2010), absolwenta historii i muzykologii Uniwersytetu Jagiellońskiego.
Pochowany 26 kwietnia 2007 r. na Cmentarzu Rakowickim w Krakowie (część wojskowa przy ul. Prandoty, kwatera 8 WOJ-12-16).

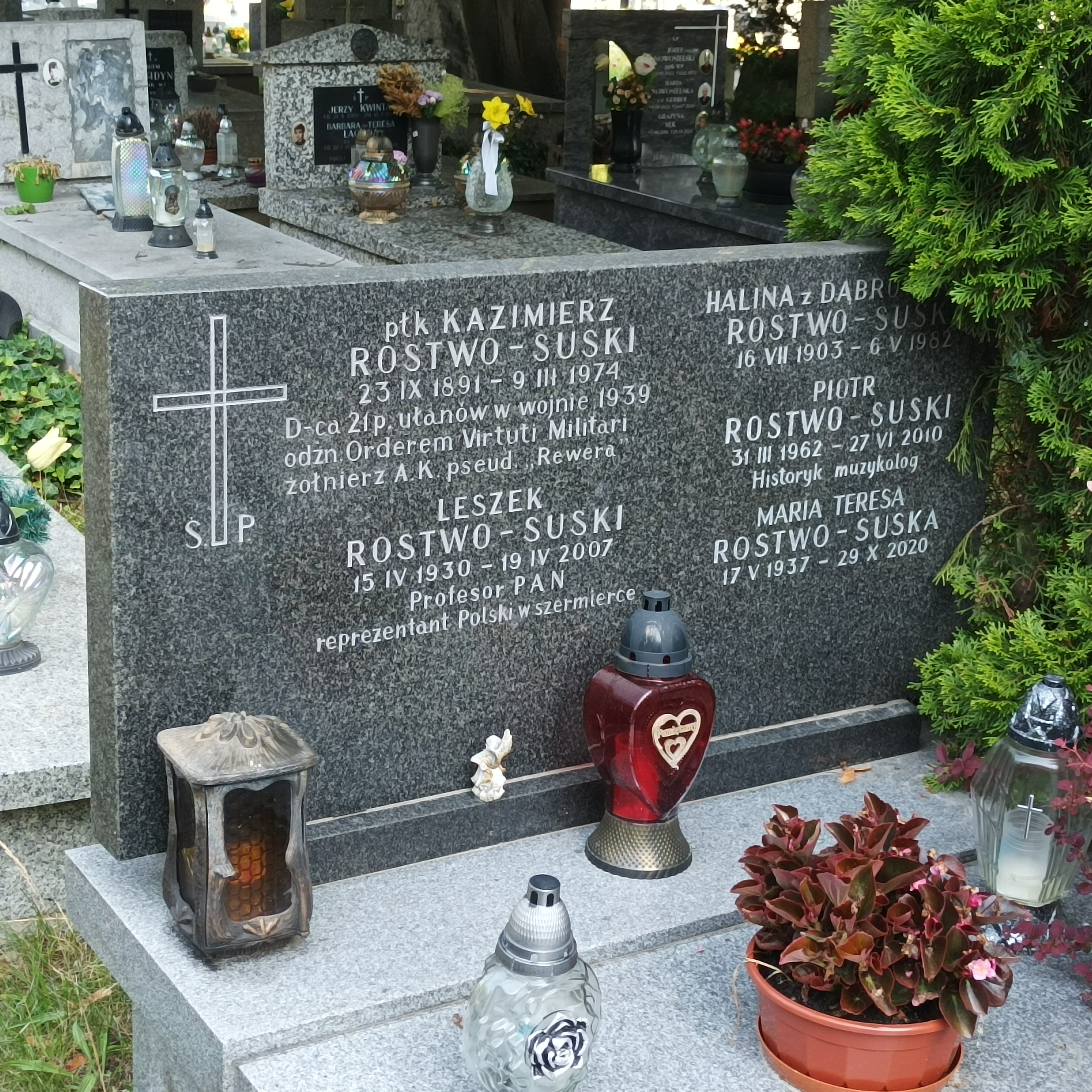
Grób Kazimierza i Leszka Rostwo-Suskich na cmentarzu wojskowym przy ul. Prandoty w Krakowie